# Audi Sportpark
Audi Sportpark är en tysk fotbollsarena i Ingolstadt med en kapacitet för 15 000 åskådare. Arenan används främst för fotboll och är hemmaarena för FC Ingolstadt 04.